# Arundinax aedon
Arundinax aedon е вид птица от семейство Acrocephalidae.

## Разпространение
Видът е разпространен в Бангладеш, Виетнам, Индия, Камбоджа, Китай, Лаос, Монголия, Мианмар, Непал, Русия, Северна Корея, Тайланд и Южна Корея.